# Macoma carlottensis
Macoma carlottensis is een tweekleppigensoort uit de familie van de Tellinidae. De wetenschappelijke naam van de soort is voor het eerst geldig gepubliceerd in 1880 door Whiteaves.